# 2018年ブエノスアイレスユースオリンピックの日本選手団
2018年ブエノスアイレスユースオリンピックの日本選手団（2018ねんブエノスアイレスユースオリンピックのにほんせんしゅだん）は、アルゼンチンのブエノスアイレスにおいて10月6日から18日の日程で開催された2018年ブエノスアイレスユースオリンピックの日本選手団。

## メダリスト
| 宮本麻衣   |  | 池内天紀   |  |  |
| 追野沙羅   |  | 前田海羽   |  |  |
| 須藤優理亜 |  | 小林望月   |  |  |
| 横山凜花   |  | 山川里佳子 |  |  |
| 荒井一花   |  | 安部美楽乃 |  |  |

| 江藤良     |  | 石田吉平 |  |  |
| 大場丈     |  | 植村陽彦 |  |  |
| 菅涼介     |  | 小西泰聖 |  |  |
| 中西海斗   |  | メイン平 |  |  |
| 藤井健太郎 |  | 二村莞司 |  |  |
| 松本純弥   |  | 山田 響  |  |  |

| 競技                 |    |    |    | 計 |
| -------------------- | -- | -- | -- | -- |
| 陸上競技             | 1  | 1  | 2  | 4  |
| バドミントン         | 0  | 0  | 1  | 1  |
| 自転車競技           | 0  | 0  | 1  | 1  |
| ダンススポーツ       | 1  | 0  | 1  | 2  |
| フェンシング         | 1  | 0  | 0  | 1  |
| フットサル           | 0  | 1  | 0  | 1  |
| 体操                 | 5  | 0  | 0  | 5  |
| 空手道               | 1  | 3  | 0  | 4  |
| 7人制ラグビー        | 0  | 0  | 1  | 1  |
| スポーツクライミング | 1  | 1  | 0  | 2  |
| 競泳                 | 2  | 2  | 4  | 8  |
| 卓球                 | 0  | 3  | 0  | 3  |
| テニス               | 1  | 1  | 0  | 2  |
| レスリング           | 2  | 0  | 2  | 4  |
| 計                   | 15 | 12 | 12 | 39 |

## アーチェリー
男子
- 青島鉄也（リカーブ個人）- 1/16決勝敗退

女子
- 上原瑠果（リカーブ個人）- 1/16決勝敗退

混合
- 団体[2]
  - 青島鉄也・ Elia Canales (ESP) - 1回戦敗退
  - 上原瑠果・ Louis Gino Aurelien Juhel (MRI) - 1回戦敗退

## ウエイトリフティング
女子
- 橋本菫（63kg級）- 8位

## 空手道
男子
- 山岡政稀（組手61kg級）- 2位
- 中村虎太郎（組手68kg級）- 予選敗退
- 崎山慶成（組手68kg超級）- 予選敗退

女子
- 田畑梨花（組手53kg級）- 2位
- 坂地心（組手59kg級）- 1位
- 澤島さくら（組手59kg超級）- 2位

## 近代五種
女子
- 繁原ひなの（個人）- 23位

混合
- ミックスリレー[2]（繁原ひなの・ Ugo Fleurot (FRA)）- 18位

## ゴルフ
男子
- 久常涼（個人）- 5位

女子
- 鶴瀬華月（個人）- 27位

混合
- 団体（鶴瀬華月・久常涼）- 9位

## 自転車競技
混合
- BMXレーシング（増田優一・永禮美瑠）- 9位
- BMXフリースタイル・パーク（大霜優馬・丹野夏波）- 3位

## 射撃
女子
- 高木葵（10mエアライフル個人）- 予選敗退

混合
- 10mエアライフル混合団体（高木葵[3]・ Maximilian Ulbrich (GER)）- 1/16決勝敗退

## 水泳・競泳
男子
- 吉田啓祐
  - 200m自由形 - 5位
  - 400m自由形 - 3位
  - 800m自由形 - 2位 日本高校新記録
- 谷口卓
  - 50m平泳ぎ - 4位
  - 100m平泳ぎ - 3位
  - 200m平泳ぎ - 5位
- 花車優
  - 50m平泳ぎ - 準決勝敗退
  - 100m平泳ぎ - 4位
  - 200m平泳ぎ - 1位
- 石川愼之助
  - 50mバタフライ - 準決勝敗退
  - 100mバタフライ - 4位
  - 200mバタフライ - 6位
- 4×100mフリーリレー（吉田啓祐・谷口卓・石川愼之助・花車優）- 6位
- 4×100mメドレーリレー（吉田啓祐・花車優・石川愼之助・谷口卓）- 失格

女子
- 山本茉由佳
  - 50m自由形 - 2位
  - 100m自由形 - 準決勝敗退
  - 50mバタフライ - 7位
- 池本凪沙
  - 50m自由形 - 予選敗退
  - 100m自由形 - 4位
  - 200m自由形 - 5位
- 浅羽栞
  - 50m平泳ぎ - 予選敗退
  - 100m平泳ぎ - 8位
  - 200m平泳ぎ - 1位
- 小嶋美紅（200m個人メドレー）- 4位
  - 4×100mフリーリレー（小嶋美紅・山本茉由佳・池本凪沙・浅羽栞）- 3位

混合
- 4×100mフリーリレー（吉田啓祐・谷口卓・山本茉由佳・池本凪沙）- 7位
- 4×100mメドレーリレー（小嶋美紅・花車優・石川愼之助・池本凪沙）- 3位

## スポーツクライミング
男子
- 土肥圭太（複合）- 1位
- 田中修太（複合）- 2位

女子
- 中村真緒（複合）- 6位

## セーリング
男子
- 池田拓海（ウィンドサーフィン）- 15位

## 体操
- 種別混合団体[2]
  - Team Max Whitlock（北園丈琉・他12名）- 2位
  - Team Oksana Chusovitina（山田愛乃・他12名）- 3位
  - Team Alina Kabaeva（山田千遥・他12名）- 6位
  - Team Nadia Comaneci（藤元匠・他12名）- 9位
  - Team Rosie Maclennan（奥野有季・他12名）- 11位

### 体操競技
男子
- 北園丈琉
  - 個人総合 - 1位
  - 種目別ゆか - 1位
  - 種目別あん馬 - 6位
  - 種目別平行棒 - 1位
  - 種目別つり輪 - 1位
  - 種目別鉄棒 - 1位
  - 種目別跳馬 - 予選敗退

女子
- 山田千遥
  - 個人総合 - 予選敗退
  - 種目別跳馬 - 予選敗退
  - 種目別段違い平行棒 - 予選敗退
  - 種目別平均台 - 予選敗退
  - 種目別ゆか - 6位

### 新体操
女子
- 山田愛乃（個人総合）- 8位

### トランポリン
男子
- 藤元匠（個人）- 予選敗退

女子
- 奥野有季（個人）- 5位

## 卓球
男子
- 張本智和（シングルス）- 2位

女子
- 平野美宇（シングルス）- 2位

混合
- 団体（平野美宇・張本智和）- 2位

## ダンススポーツ
男子
- 半井重幸（男子ブレイキン）- 3位

女子
- 河合来夢（女子ブレイキン）- 1位

混合
- ブレイキン混合団体[2]
  - 河合来夢・ B4 (VIE) - 1位
  - 半井重幸・ Anastasia (LAT) - 準々決勝敗退

## テコンドー
男子
- 前田秀隆（55kg級）- 準々決勝敗退

## テニス
男子
- 田島尚輝
- ダブルス（田島尚輝[3]・ Mu Tao (CHN)）- 2回戦敗退

女子
- 内藤祐希（シングルス）- 準々決勝敗退
- 佐藤南帆（シングルス）- 1回戦敗退
- ダブルス（内藤祐希・佐藤南帆）- 2位

混合
- ダブルス
  - 佐藤南帆[3]・ Gilbert Soares Klier Junior (BRA) - 2回戦敗退
  - 内藤祐希・田島尚輝 - 1位

## トライアスロン
男子
- 徳山哲平（個人）- 23位

女子
- 内田真樹（個人）- 25位

混合
- ミックスリレー[2]
  - Asia 1（徳山哲平・他3名）- 10位
  - Asia 2（内田真樹・他3名）- 13位

## バドミントン
男子
- 奈良岡功大（シングルス）- 3位

女子
- 水井ひらり（英語版）（シングルス）

混合
- 団体[2]
  - Team Theta（奈良岡功大・水井ひらり・他6名）- 3位

## フェンシング
男子
- 浅海聖哉（エペ個人）- 準々決勝敗退
- 加藤響（サーブル個人）- 準々決勝敗退

女子
- 上野優佳（フルーレ個人）- 1位

混合
- 大陸別混合団体[2]
  - Asia-Oceania 1（上野優佳・他5名）- 2位
  - Asia-Oceania 2（浅海聖哉・加藤響・他4名）- 5位

## フットサル
- 女子 - 2位
  - 宮本麻衣
  - 追野沙羅
  - 須藤優理亜
  - 横山凜花
  - 荒井一花
  - 池内天紀
  - 前田海羽
  - 小林望月
  - 山川里佳子
  - 安部美楽乃

## ボート競技
男子
- 島田隼輔（シングルスカル）- 15位

## ラグビー
男子7人制
- 3位
  - 江藤良
  - 大場丈
  - 菅涼介
  - 中西海斗
  - 藤井健太郎
  - 松本純弥
  - 石田吉平
  - 植村陽彦
  - 小西泰聖
  - メイン平
  - 二村莞司
  - 山田響

## 陸上競技
男子
- 池田成諒（100m）- 3位
- 石田洸介（1500m）- 7位
- 梶山林太郎（3000m）- 6位
- 出口晴翔（400mハードル）- 1位
- 岩川祐介（2000m障害）- 12位
- 古澤一生（走高跳）- 2位
- 和田晃輝（走幅跳）- 3位
- 中村健太郎（やり投）- 12位

女子
- 新坂太佳子（100m）- 8位
- 上田万葵（400m）- 7位
- 金光由樹（1500m）- 4位
- 菅田雅香（3000m）- 9位
- 中津川亜月（5000m競歩）- 5位
- 中村結香（やり投）- 途中棄権

## レスリング
男子
- 藤田颯（フリースタイル55kg級）- 5位
- 佐々木航（グレコローマン51kg級）- 1位
- 山田脩（グレコローマン71kg級）- 3位

女子
- 尾﨑野乃香（フリースタイル57kg級）- 1位
- 鏡優翔（フリースタイル73kg級）- 3位